# Raúl García Pierna
Raúl García Pierna (Tres Cantos, 23 febbraio 2001) è un ciclista su strada e pistard spagnolo che corre per il team Arkéa-B&B Hotels. Professionista dal 2021, ha vinto il titolo nazionale a cronometro nel 2022.

## Biografia
È figlio dell'ex ciclista Félix García Casas e fratello minore di Carlos García Pierna, anch'egli ciclista.

## Palmarès

### Strada
- 2020 (Lizarte, due vittorie)

Campionati spagnoli, Prova a cronometro Under-23
4ª tappa Vuelta a Zamora (Mahide > Viñas)
- 2022 (Equipo Kern-Pharma, una vittoria)

Campionati spagnoli, Prova a cronometro
- 2025 (Arkéa-B&B Hotels, una vittoria)

1ª tappa Route d'Occitanie (Saint-Affrique > Roquefort-sur-Soulzon, cronometro)

#### Altri successi
- 2020 (Lizarte)

Classifica a punti Vuelta a Zamora
- 2023 (Equio Kern Pharma)

Classifica giovani Giro di Slovenia
- 2025 (Arkéa-B&B Hotels)

Classifica giovani Tour de la Provence

## Piazzamenti

### Grandi Giri
- Tour de France

2024: 98º
2025: 26º
- Vuelta a España

2022: 47º

### Classiche monumento
- Milano-Sanremo

2025: 82º
- Liegi-Bastogne-Liegi

2022: 105º
2023: 101º
2025: 97º

### Competizioni mondiali
- Campionati del mondo su strada

Yorkshire 2019 - In linea Junior: ritirato
Fiandre 2021 - Cronometro Under-23: 16º
Fiandre 2021 - In linea Under-23: ritirato
Wollongong 2022 - Cronometro Under-23: 8º
Wollongong 2022 - Staffetta mista: 10º
Wollongong 2022 - In linea Under-23: 21º
Glasgow 2023 - Staffetta mista: 11º
Glasgow 2023 - Cronometro Under-23: 4º
Glasgow 2023 - In linea Under-23: ritirato
Zurigo 2024 - Cronometro Elite: 26º
Zurigo 2024 - Staffetta mista: 9º
- Campionati del mondo su pista

Francoforte sull'Oder 2019 - Inseg. a squadre Junior: 12º
Francoforte sull'Oder 2019 - Scratch Junior: 4º
Francoforte sull'Oder 2019 - Corsa a punti Junior: 3º

### Competizioni continentali
- Campionati europei su strada

Alkmaar 2019 - In linea Junior: ritirato
Plouay 2020 - In linea Under-23: 17º
Trento 2021 - Cronometro Under-23: 6º
Trento 2021 - In linea Under-23: 13º
Drenthe 2023 - Cronometro Under-23: 6º
Drenthe 2023 - In linea Under-23: 30º
Limburgo 2024 - Cronometro Elite: 13º
Limburgo 2024 - In linea Elite: 74º
- Campionati europei su pista

Gand 2019 - Inseguimento a squadre Junior: 8º
Gand 2019 - Inseguimento individuale Junior: 17º
Gand 2019 - Scratch Junior: 3º
Fiorenzuola d'Arda 2020 - Inseguimento a squadre Under-23: 6º
Fiorenzuola d'Arda 2020 - Corsa a eliminazione Under-23: 3º
Fiorenzuola d'Arda 2020 - Corsa a punti Under-23: 7º